# Sierra Kay
Sierra Kay Kusterbeck (San Petersburgo, Florida, 18 de diciembre de 1990), conocida como Sierra Kay, es una cantante y compositora estadounidense, conocida por ser la vocalista de la banda VersaEmerge desde 2007.

## Biografía
Kusterbeck nació el 18 de diciembre de 1990 en San Petersburgo, Florida. Empezó a tomar clases de canto en tercer grado. Estudió en PCCA Gibbs High School y se especializó en teatro musical, hasta que la abandonó para seguir su carrera con VersaEmerge.
Durante 2011 y 2012, fue la cara de una línea de zapatos para la compañía de Payless, Brash.

## Carrera musical

### 2007-2013: VersaEmerge
Sierra se enteró de la banda a través de MySpace y decidió audicionar para la posición de vocalista mediante el envío de un cover de «The Blank Static Screen». Algunos pensaban que Kusterbeck mintió sobre su edad diciendo que tenía 18 años, cuando ella tenía realmente 16, por lo que podría conseguir una audición. Sin embargo, ella más tarde aclaró el malentendido y explicó que se trataba de una confusión, ella iba cumplir 17 la semana siguiente de la audición, y le dijo a Blake Harnage en el teléfono: «Yo tengo 17, mi cumpleaños es en una semana». Esto fue malinterpretado en el sentido de que ya tenía 17, e iba a cumplir 18 años.
En mayo de 2008, lanzaron el EP Perceptions. 
En diciembre de ese año, VersaEmerge firmó con Fueled by Ramen y empezaron a escribir y grabar su primer EP homónimo con el productor James Paul Wisner; además de contar con Jerry Pierce en la guitarra rítmica. VersaEmerge fue lanzado en febrero de 2009. A fines de ese año, el baterista Anthony Martone y Pierce dejaron la banda. El álbum debut de VersaEmerge, Fixed at Zero se lanzó en julio de 2010, con críticas positivas. En 2011, el bajista Devin Ingelido anunció su partida de la banda.
En 2012, VersaEmerge como dúo anunciaron que un segundo álbum de estudio estaba en proceso. Una adelanto fue lanzado en julio de 2012 titulado Another Atmosphere Preview. El álbum iba a ser lanzado en octubre de 2012. Sin embargo, la banda retrasó el lanzamiento a principios de 2013. En octubre de 2013, luego de su abandono de Fueled by Ramen, lanzaron el video musical de «No Consequences», afirmando que el sencillo sería su último trabajo como VersaEmerge.

### 2013-presente: VERSA
En noviembre de 2013, Versa anunció que un nuevo EP titulado Neon será lanzado el 14 de enero de 2014. El EP incluirá canciones no lanzadas de Another Atmosphere junto con el primer sencillo como Versa, «Neon» que será lanzado en diciembre de 2013.

## Discografía

### Con VersaEmerge
- 2010: Fixed At Zero

### Como solista
Colaboraciones en sencillos
| Año  | Título                        | Posiciones | Posiciones | Álbum                 |
| Año  | Título                        | IRL        | RU         | Álbum                 |
| ---- | ----------------------------- | ---------- | ---------- | --------------------- |
| 2011 | «Avalon» (de Professor Green) | 95         | 29         | At Your Inconvenience |

Colaboraciones en canciones
| Año  | Artista           | Canción                    | Álbum        |
| ---- | ----------------- | -------------------------- | ------------ |
| 2009 | A Day to Remember | «If It Means a Lot To You» | Homesick     |
| 2010 | Anarbor           | «Contagious»               | The Mixtape  |
| 2013 | Brown & Gammon    | «West Coast»               |              |
| 2014 | Wrongchilde       | «Dance to Your Heartbeat»  | Gold-Blooded |
| 2015 | I the Mighty      | «(No) Faith in Fate»       | Connector    |